# Cyril Barthe
Cyril Barthe (Sauveterre-de-Béarn, 14 de febrero de 1996) es un ciclista francés que compite con el equipo Groupama-FDJ.
Destacó como amateur ganando dos etapas de la Vuelta a Portugal del Futuro. Debutó con el equipo Euskadi Basque Country-Murias siendo stagiaire en 2017 pasando a profesionales en la temporada 2018 en el mismo equipo.

## Palmarés
2018
- 1 etapa del Trofeo Joaquim Agostinho[4]

2023
- 1 etapa de la Vuelta al Alentejo

## Resultados en Grandes Vueltas
| Carrera | Carrera         | 2018 | 2019 | 2020 | 2021 | 2022 | 2023  | 2024 | 2025 |
| ------- | --------------- | ---- | ---- | ---- | ---- | ---- | ----- | ---- | ---- |
|         | Giro de Italia  | —    | —    | —    | —    | —    | —     | 72.º | —    |
|         | Tour de Francia | —    | —    | 96.º | 88.º | 79.º | —     | —    | Ab.  |
|         | Vuelta a España | —    | 86.º | —    | —    | —    | 108.º | —    | —    |

—: no participa

Ab.: abandono

## Equipos
- Euskadi Basque Country-Murias (stagiaire) (08.2017-12.2017)
- Euskadi Basque Country-Murias (2018-2019)
- B&B Hotels[5] (2020-2022)
  - B&B Hotels-Vital Concept p/b KTM (2020)
  - B&B Hotels p/b KTM (2021)
  - B&B Hotels-KTM (2022)
- Burgos-BH (2023)
- Groupama-FDJ (2024-)